# Sitalasari
Sitalasari is een bestuurslaag in het regentschap Simalungun van de provincie Noord-Sumatra, Indonesië. Sitalasari telt 4043 inwoners (volkstelling 2010).